# Communauté de communes Terre d'Eau
La communauté de communes Terre d'Eau est une communauté de communes française, située dans le département des Vosges et la région Grand Est.

## Historique
La communauté de communes est créée au 1er janvier 2017. Elle est formée par la fusion de la communauté de communes de Bulgnéville entre Xaintois et Bassigny et de la communauté de communes de Vittel-Contrexéville avec extension à la commune de Thuillières (issue de la communauté de communes du Pays de Saône et Madon).

## Territoire communautaire

### Composition
La communauté de communes est composée des 45 communes suivantes :

| Nom                          | Code Insee | Gentilé           | Superficie (km2) | Population (dernière pop. légale) | Densité (hab./km2) |
| ---------------------------- | ---------- | ----------------- | ---------------- | --------------------------------- | ------------------ |
| Bulgnéville (siège)          | 88079      | Bulgnévillois     | 13,33            | 1 523 (2022)                      | 114                |
| Aingeville                   | 88003      | Aingevillois      | 5,77             | 61 (2022)                         | 11                 |
| Aulnois                      | 88017      | Aulnoisiens       | 4,44             | 165 (2022)                        | 37                 |
| Auzainvilliers               | 88022      | Auzainvillarais   | 8,25             | 207 (2022)                        | 25                 |
| Bazoilles-et-Ménil           | 88043      | Bazoillais        | 5,77             | 115 (2022)                        | 20                 |
| Beaufremont                  | 88045      | Beaufremontais    | 9,02             | 88 (2022)                         | 9,8                |
| Belmont-sur-Vair             | 88051      | Belmontois        | 6,17             | 124 (2022)                        | 20                 |
| Contrexéville                | 88114      | Contrexévillois   | 14,96            | 2 932 (2022)                      | 196                |
| Crainvilliers                | 88119      | Crainvillois      | 10,45            | 180 (2022)                        | 17                 |
| Dombrot-sur-Vair             | 88141      | Dombrotiens       | 9,04             | 241 (2022)                        | 27                 |
| Domèvre-sous-Montfort        | 88144      |                   | 3,28             | 61 (2022)                         | 19                 |
| Domjulien                    | 88146      |                   | 11,94            | 177 (2022)                        | 15                 |
| Estrennes                    | 88164      | Estrennois        | 5,99             | 106 (2022)                        | 18                 |
| Gemmelaincourt               | 88194      |                   | 7,42             | 126 (2022)                        | 17                 |
| Gendreville                  | 88195      |                   | 8,08             | 104 (2022)                        | 13                 |
| Hagnéville-et-Roncourt       | 88227      |                   | 8,55             | 81 (2022)                         | 9,5                |
| Haréville                    | 88231      | Harévillois       | 6,56             | 470 (2022)                        | 72                 |
| Houécourt                    | 88241      | Warhericurtiens   | 9,91             | 424 (2022)                        | 43                 |
| Malaincourt                  | 88283      |                   | 6,05             | 80 (2022)                         | 13                 |
| Mandres-sur-Vair             | 88285      | Mandrions         | 11,93            | 438 (2022)                        | 37                 |
| Médonville                   | 88296      | Médonvillois      | 7,27             | 54 (2022)                         | 7,4                |
| Monthureux-le-Sec            | 88309      | Monthecursiens    | 11,36            | 174 (2022)                        | 15                 |
| Morville                     | 88316      | Morvillois        | 3,41             | 42 (2022)                         | 12                 |
| La Neuveville-sous-Montfort  | 88325      |                   | 10,21            | 182 (2022)                        | 18                 |
| Norroy                       | 88332      | Nogaretiens       | 7,22             | 208 (2022)                        | 29                 |
| Offroicourt                  | 88335      | Offroicuriens     | 9,33             | 150 (2022)                        | 16                 |
| Parey-sous-Montfort          | 88343      | Parésiens         | 7,04             | 172 (2022)                        | 24                 |
| Remoncourt                   | 88385      | Remoncourtois     | 14,52            | 568 (2022)                        | 39                 |
| Rozerotte                    | 88403      | Rozérois          | 6,46             | 185 (2022)                        | 29                 |
| Saint-Ouen-lès-Parey         | 88430      | Odéens            | 21,09            | 495 (2022)                        | 23                 |
| Saint-Remimont               | 88434      | Saint-Remimontois | 4,6              | 211 (2022)                        | 46                 |
| Sandaucourt                  | 88440      | Sandaucurtiens    | 10,78            | 174 (2022)                        | 16                 |
| Saulxures-lès-Bulgnéville    | 88446      | Saulxurons        | 9,54             | 231 (2022)                        | 24                 |
| Sauville                     | 88448      | Sauvillois        | 14,38            | 169 (2022)                        | 12                 |
| Suriauville                  | 88461      | Suriauvillois     | 13,44            | 200 (2022)                        | 15                 |
| They-sous-Montfort           | 88466      | Thious            | 10,21            | 123 (2022)                        | 12                 |
| Thuillières                  | 88472      | Théguléniens      | 7,62             | 111 (2022)                        | 15                 |
| Urville                      | 88482      |                   | 4,02             | 55 (2022)                         | 14                 |
| La Vacheresse-et-la-Rouillie | 88485      |                   | 9,36             | 128 (2022)                        | 14                 |
| Valfroicourt                 | 88488      | Valféricurtiens   | 13,8             | 229 (2022)                        | 17                 |
| Valleroy-le-Sec              | 88490      |                   | 5,87             | 186 (2022)                        | 32                 |
| Vaudoncourt                  | 88496      | Valdoncurtiens    | 5,67             | 151 (2022)                        | 27                 |
| Vittel                       | 88516      | Vittellois        | 24,13            | 4 766 (2022)                      | 198                |
| Viviers-lès-Offroicourt      | 88518      |                   | 4,52             | 27 (2022)                         | 6                  |
| Vrécourt                     | 88524      | Vrécourciens      | 12,46            | 349 (2022)                        | 28                 |

### Démographie
| 1968   | 1975   | 1982   | 1990   | 1999   | 2010   | 2015   | 2021   |
| ------ | ------ | ------ | ------ | ------ | ------ | ------ | ------ |
| 18 842 | 20 241 | 20 192 | 19 767 | 19 086 | 18 406 | 18 149 | 17 228 |

## Administration

### Siège
Le siège de la communauté de communes est situé à Bulgnéville.

### Les élus
Le conseil communautaire de la communauté de communes se compose de 69 conseillers, élus pour une durée de six ans.
Ils sont répartis comme suit :
| Nombre de conseillers | Communes               |
| --------------------- | ---------------------- |
| 14                    | Vittel                 |
| 9                     | Contrexéville          |
| 4                     | Bulgnéville            |
| 1 (+1 suppléant)      | les 42 autres communes |

### Présidence
| Période                   | Période   | Identité              | Étiquette | Qualité                                                       |
| ------------------------- | --------- | --------------------- | --------- | ------------------------------------------------------------- |
| janvier 2017              | juin 2017 | Jean-Jacques Gaultier | LR        | Maire de Vittel (2014-2017) Député (2007-2012 et depuis 2017) |
| juin 2017 (Réélu en 2020) | En cours  | Christian Prévot      |           | Maire de Houécourt (depuis 1989)                              |

### Régime fiscal et budget
Le régime fiscal de la communauté de communes est la fiscalité additionnelle avec fiscalité professionnelle de zone et sans fiscalité professionnelle sur les éoliennes.